# Зловеща страст
„Зловеща страст“ (на английски: Swimfan) е американски психологически трилър от 2002 г. на режисьор Джон Полсън, по сценарий на Чарлс Бол и Филип Шнайдер. Във филма участват Джеси Брадфорд, Ерика Кристенсен и Шири Епълби. Премиерата на филма е в Съединените щати на 6 септември 2002 г. Филмът е разпространен от 20th Century Fox в някои страни, но Icon Film Distribution го разпространява във Великобритания.

## Актьорски състав
| Актьор           | Роля                |
| ---------------- | ------------------- |
| Джеси Брадфорд   | Бен Кронин          |
| Ерика Кристенсен | Мадисън Бел         |
| Шири Апълби      | Ейми Милър          |
| Кейт Бъртън      | Карла Кронин        |
| Клейн Крофърд    | Джош                |
| Джейсън Ритър    | Ранди               |
| Кия Джой Гудуин  | Рене                |
| Дан Хедая        | Треньор Симкинс     |
| Майкъл Хигинс    | Доктор Съливан      |
| Ник Сандоу       | Детектив Джон Забел |
| Памела Айзакс    | Госпожа Егън        |
| Филис Сомървил   | Леля Гретхен        |
| Джеймс Дебело    | Кристофър           |
| Монро Ман        | Джейк Донъли        |
| Патриша Рей      | Медицинската сестра |

## В България
В България филмът е пуснат на VHS на 8 април 2003 г. от Мейстар.
През 2010 г. се излъчва по bTV.